# 福元コヒロ
福元 コヒロ（ふくもと コヒロ）は日本の女性声優。主にアダルトゲームに声をあてている。

## 出演作品

### ゲーム

#### 2002年
- イザナギ伝承 〜2010磐姫誕生〜（碧）
- 性裁恥療 〜恥辱に濡れる白衣〜（水森 遥子）

#### 2003年
- Orange Pocket（源 ありか）
- カラフルBOX（楠木 綾音、楠木 誠）
- セイクリッド・プルーム（ミュウ）
- Maple Colors（桜井 まこと、放送委員女子、お付B子）

#### 2004年
- 空缶 -KaRaKaN-（楠木 誠）
- カラフルBOX to Love （楠木 綾音、楠木 誠）
- 神樹の館（斎、伊美）
- すずり先生と26個のエッチなおっぱい（凪咲 すずり）
- DINGIR（アズ、アゼリア、ティアマト）
- 夜勤病棟・参

#### 2005年
- AYAKASHI（伊賀路 虎子、小野寺 洋子）
- Angel Wish 君の笑顔にチュッ!
- 学園怪傑くるり!（芝崎 風実）
- 彼女のお飼い者 〜2LDKペット付き〜（柳城 彩）
- 恋Q! 〜恋とHの乱れ射ち〜（宇佐美 あすか）
- 天使のすきゃんてぃ（宇佐見 可奈子）
- ニイハオ! 称好（ハルカ）
- 炎の孕ませ転校生（酒井 遥、姫宮 映子、竜ヶ崎 麗華）
- Maple Colors 〜決戦は学園祭！〜（桜井 まこと、放送委員女子、お付B子）